# Гловер Тейшейра
Гловер Лукаш Тейшейра (порт. Glover Lucas Teixeira; нар.. 28 жовтня 1979, Собрала, Мінас-Жерайс, Бразилія) — бразильський боєць змішаних бойових мистецтв, що виступає під егідою UFC у напівважкій ваговій категорії. Чинний чемпіон UFC у напівважкій вазі.

## Біографія

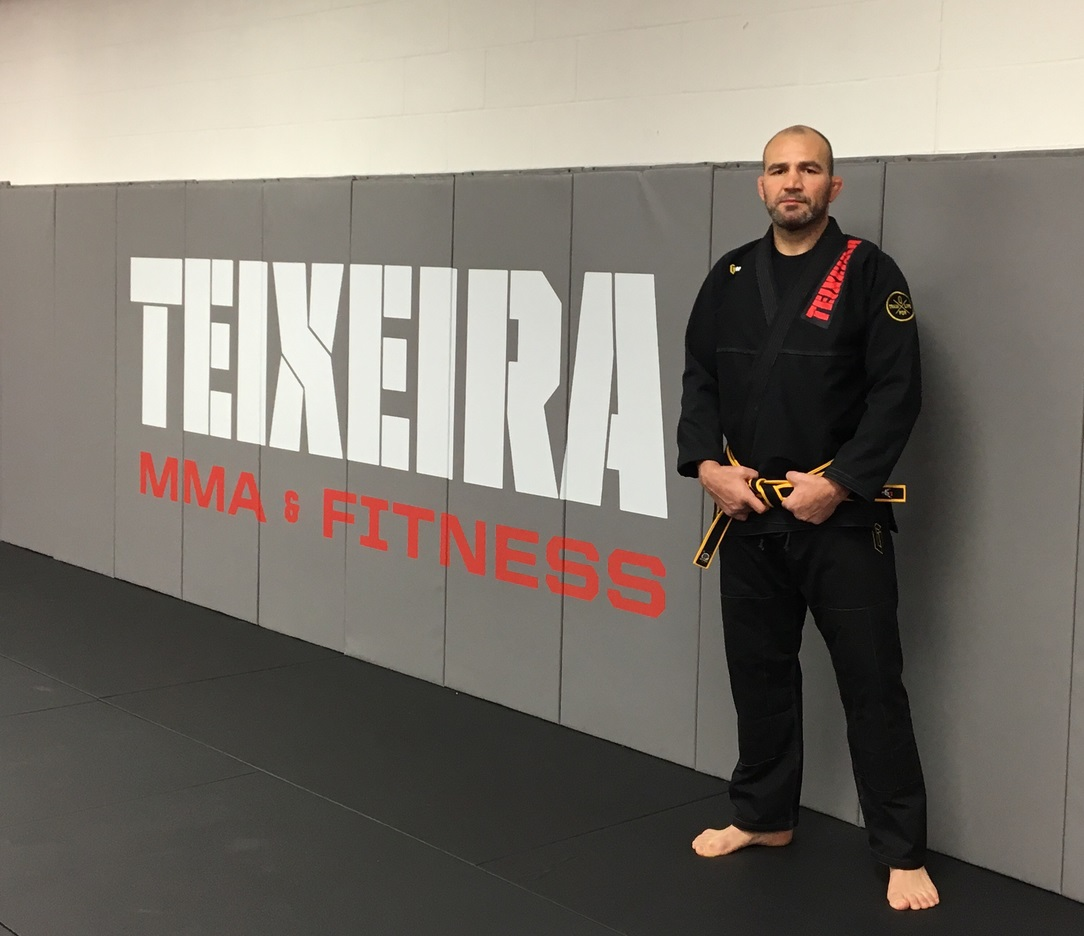
Гловер Тейшейра у своєму залі «Teixeira MMA & Fitness».

Тейшейра народився 1979 року в сільській громаді Собралія, Мінас-Жерайс і має португальське походження. У більшості будинків громади не було електрики і була лише одна заправна станція. 1999 року переїхав до США, щоб допомогти своїй сім'ї. Він почав працювати у сфері ландшафтного дизайну. Там він познайомився зі своєю дружиною Інгрід.
Побачивши боксерські поєдинки Майка Тайсона і перші турніри UFC, на яких виступали такі зірки промоції, як Ройс Грейсі та Чак Лідделл, він вирішив піти таким же шляхом. На той момент Тейшейра ніколи не чув про джіу-джитсу, але переглянув записи боїв Ройса Грейсі на перших турнірах UFC. Тейшейра тренувався з боксу в Hat City Boxing та з бразильського джіу-джитсу в American Top Team Connecticut. Джон Хаклман, який тренував бійця, спарингував з Тейшейрою і був вражений молодим бразильцем. Він запросив його до своєї зали в Каліфорнії, The Pit, де Тейшейра почав тренуватися з Чаком Лідделлом . Зараз Тейшейра тренується та інструктує у власному тренажерному залі Teixeira MMA & Fitness у Бетелі, штат Коннектикут. У листопаді 2020 року Тейшейра став громадянином США.

## Змішані єдиноборства

### Початок кар'єри
Тейшейра брав участь у різних турнірах з грепплінгу та змішаних бойових мистецтв (MMA): Grapplers Quest, NAGA, Sport Fight (де він був чемпіоном у напівважкій вазі). За правилами грепплінгу він боровся з відомими бійцями Джеффом Монсоном та Брендоном Верою.
12 жовтня 2006 року на WEC 24 Тейшейра переміг нокаутом майбутнього ветерана UFC та PRIDE Сокуджу.
Тейшейра знявся у другому епізоді, реаліті-шоу ММА TapouT під назвою «Lighty and Glover». Команда Tapout відвезла Скотта Лайті та Гловера Тейшейру на Palace Fighting Championship 6 у Лемурі, Каліфорнія. Тейшейра нокаутував суперника за п'ять секунд.
У січні 2013 року Тейшейра з'явився на обкладинці журналу Train Hard Fight Easy.
Тейшейра отримав свій чорний пояс з бразильського джіу-джитсу під керівництвом Луїджі Монделлі, головного тренера American Top Team Connecticut. Отримав чорний пояс Валі-тудо під керівництвом Марко Руаса з Ruas Vale Tudo. Тейшейра також має сертифікат CrossFit.

### Ultimate Fighting Championship
21 лютого 2012 року було оголошено, що Тейшейра підписав контракт з UFC і дебютує влітку 2012 року.
Тейшейра дебютував 26 травня 2012 року на турнірі UFC 146 проти Кайла Кінгсбері. Після обміну ударами, Тейшейра упустив Кінгсбері правим апеперкотом, зайшов у маунт і закрив удушення ручним трикутником.
Очікувалося, що Тейшейра зустрінеться з колишнім чемпіоном UFC у напівважкій вазі Квінтоном Джексоном 13 жовтня 2012 року на турнірі UFC 153. Однак Джексон відмовився від бою через травму і був замінений на Фабіо Мальдонадо. Тейшейра домінував над Мальдонадо протягом усього бою, внаслідок чого лікар зупинив бій наприкінці другого раунду.
Тейшейра та Квінтон Джексон зустрілися 26 січня 2013 року на UFC on Fox: Johnson vs. Dodson. Тейшейра відправив Джексона до нокдауну в 1-му раунді. Він здобув перемогу над Джексоном одноголосним рішенням суддів.
Тейшейра мав битися з Раяном Бейдером 25 травня 2013 року на турнірі UFC 160. Однак Бейдер відмовився від бою через травму і був замінений Джеймсом Те-Гуною. Тейшейра здобув перемогу гільйотиною у першому раунді. Гловер отримав нагороду «Задушливий прийом вечора».
Бій з Бейдером зрештою відбувся 4 вересня 2013 року як головна подія на UFC Fight Night: Teixeira vs. Bader. Тейшейра здобув перемогу технічним нокаутом у першому раунді. Перемога також принесла Тейшейрі свій перший бонус «Нокаут вечора». Завдяки перемозі Тейшейра отримав можливість здобути титул UFC у напівважкій вазі.
Zuffa спочатку оголосили, що Тейшейра битиметься з Джоном Джонсом 1 лютого 2014 року на турнірі UFC 169 . 7 жовтня Дейна Вайт сказав, що оголошення про цей поєдинок на цьому турнірі було передчасним, Джонс і Тейшейра зустрінуться один з одним на іншому турнірі. Джонс і Тейшейра зрештою зустрілися 26 квітня 2014 року на турнірі UFC 172. Тейшейра зазнав поразки одноголосним рішенням суддів.
Тейшейра зустрівся з Філом Девісом 22 жовтня 2014 року на турнірі UFC 179. Тейшейра зазнав поразки одноголосним рішенням суддів.
У наступних трьох боях Тейшейра здобув перемоги над Овінсом Сен-Пре, Патріком Каммінзом та Рашадом Евансом.
Очікувалося, що Тейшейра битиметься з Ентоні Джонсоном 23 липня 2016 року на UFC on Fox 20. Однак Джонсон відмовився від бою, щоб вирішити особисті проблеми. Бій був перенесений і зрештою відбувся на UFC 202. Джонсон здобув перемогу над Тейшерою нокаутом на перших секундах бою.
У наступних чотирьох боях Тейшейра чергував перемоги та поразки. Він здобув перемоги над Джаредом Канноньє та Мішею Циркуновим і зазнав поразки від Александра Густафссона та Корі Андерсона.

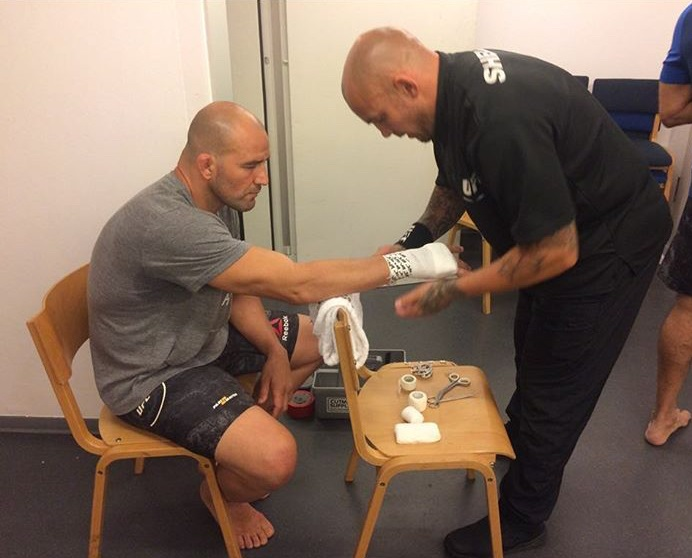
Тейшейра готується до бою.

Тейшейра мав зустрітися з Іоном Куцелабою 19 січня 2019 року на UFC на ESPN+1. 10 січня 2019 року Куцелаба вибув із бою через травму. Після пошуку заміни Куцелаба UFC оголосив, що Карл Роберсон готується зустрітись із Тейшейрою. У першому раунді Тейшейра здобув перемогу над Роберсоном задушливим прийомом.
Врешті-решт Тейшейра зустрівся з Іоном Куцелабою на турнірі UFC Fight Night: Jacaré vs. Hermansson 27 квітня 2019 р. Тейшейра переміг задушливим прийомом у другому раунді. Ця перемога також принесла Тейшейрі його другу премію «Виступ вечора».
Тейшейра зустрівся з українцем Микитою Криловим 14 вересня 2019 року на турнірі UFC Fight Night: Cowboy vs. Gaethje . Він переміг окремим рішенням суддів.
Спочатку Тейшейра мав зустрітися з Ентоні Смітом 25 квітня 2020 року на турнірі UFC Fight Night: Smith vs. Teixeira . Однак 9 квітня Дейна Вайт, президент UFC, оголосив, що цей захід перенесено на 13 травня 2020 року. Тейшейра переміг технічним нокаутом у п'ятому раунді.
Тейшейра мав зустрітися з Тіагу Сантусом 12 вересня 2020 року на турнірі UFC Fight Night 177. Однак через позитивний результат тесту Тейшейри на Covid-19 за тиждень до бою його перенесли на 4 жовтня 2020 року на UFC на ESPN: Holm vs. Aldana. У свою чергу, 15 вересня поєдинок був знову відкладений, оскільки Сантос також мав позитивний тест на вірус. Зустріч із Сантосом зрештою відбулася 7 листопада 2020 року на UFC Fight Night: Santos vs. Teixeira. Тейшейра здобув перемогу задушливим прийомом у третьому раунді.
Очікувалося, що Тейшейра битиметься з Яном Блаховичем 25 вересня 2021 року на турнірі UFC 266 за титул чемпіона UFC у напівважкій вазі. Проте бій було відкладено та перенесено на 30 жовтня 2021 року на турнір UFC 267. Тейшейра здобув перемогу задушливим прийомом у другому раунді, вигравши титул чемпіона UFC у напівважкій вазі. Ця перемога принесла йому бонус за «Виступ вечора».

## Титули та досягнення

### Змішані єдиноборства
- Ultimate Fighting Championship
  - Володар премії «Виступ вечора» (чотири рази) проти Рашада Еванса, Іона Куцелаби, Ентоні Сміта та Яна Блаховича.
  - Володар премії «Нокаут вечора» (один раз) проти Раяна Бейдера.
  - Володар премії «Задушливий прийом вечора» (один раз) проти Джеймса Те-Хуни.
  - Володар премії «Найкращий бій вечора» (двічі) проти Овінса Сен-Прьо та Александра Густафссона.
  - Чемпіон UFC у напівважкій вазі

## Статистика у змішаних єдиноборствах
| Професійна кар'єра бійця |            |           |
| Боїв 40                  | Перемог 33 | Поразок 7 |
| Нокаут                   | 18         | 3         |
| Здача                    | 10         | 0         |
| Рішення суддів           | 5          | 4         |

| Результат | Рекорд | Суперник             | Спосіб                                     | Турнір                                    | Дата              | Раунд | Час  | Місце                                 | Примітки                                                      |
| --------- | ------ | -------------------- | ------------------------------------------ | ----------------------------------------- | ----------------- | ----- | ---- | ------------------------------------- | ------------------------------------------------------------- |
| Перемога  | 33-7   | Ян Блахович          | Задушливий прийом (ззаду)                  | UFC 267                                   | 30 жовтня 2021    | 2     | 3:02 | Абу-Дабі, ОАЕ                         | Завоював титул чемпіона UFC у напівважкій вазі. Виступ вечора |
| Перемога  | 32-7   | Тіагу Сантус         | Задушливий прийом (ззаду)                  | UFC Fight Night: Santos vs. Teixeira      | 7 листопада 2020  | 3     | 1:49 | Лас-Вегас, Невада, США                |                                                               |
| Перемога  | 31-7   | Ентоні Сміт          | Технічний нокаут (удари)                   | UFC Fight Night: Smith vs. Teixeira       | 14 травня 2020    | 5     | 1:04 | Джексонвілл, Флорида, США             | «Виступ вечора»                                               |
| Перемога  | 30-7   | Микита Крилов        | Роздільне рішення                          | UFC Fight Night: Cowboy vs. Gaethje       | 14 вересня 2019   | 3     | 5:00 | Ванкувер, Британська Колумбія, Канада |                                                               |
| Перемога  | 29-7   | Іон Куцелаба         | Задушливий прийом (ззаду)                  | UFC Fight Night: Jacaré vs. Hermansson    | 27 квітня 2019    | 2     | 3:37 | Санрайз, Флорида, США                 | «Виступ вечора»                                               |
| Перемога  | 28-7   | Карл Роберсон        | Задушливий прийом (трикутник руками)       | UFC Fight Night: Cejudo vs. Dillashaw     | 20 січня 2019     | 1     | 3:21 | Бруклін, Нью-Йорк, США                |                                                               |
| Поразка   | 27-7   | Корі Андерсон        | Одностайне рішення                         | UFC Fight Night: Shogun vs. Smith         | 22 липня 2018     | 3     | 5:00 | Гамбург, Німеччина                    |                                                               |
| Перемога  | 27-6   | Міша Циркунов        | Технічний нокаут (удари)                   | UFC on Fox: Lawler vs. dos Anjos          | 16 грудня 2017    | 1     | 2:45 | Вінніпег, Манітоба, Канада            |                                                               |
| Поразка   | 26-6   | Александр Густафссон | Нокаут (удари)                             | UFC Fight Night: Gustafsson vs. Teixeira  | 28 травня 2017    | 5     | 1:07 | Стокгольм, Швеція                     | «Найкращий бій вечора»                                        |
| Перемога  | 26-5   | Джаред Канноньє      | Одностайне рішення                         | UFC 208: Holm vs. de Randamie             | 11 лютого 2017    | 3     | 5:00 | Бруклін, Нью-Йорк, США                |                                                               |
| Поразка   | 25-5   | Ентоні Джонсон       | Нокаут (удар)                              | UFC 202: Diaz vs. McGregor 2              | 20 серпня 2016    | 1     | 0:13 | Лас-Вегас, Невада, США                |                                                               |
| Перемога  | 25-4   | Рашад Еванс          | Нокаут (удари)                             | UFC on Fox: Teixeira vs. Evans            | 16 квітня 2016    | 1     | 1:48 | Тампа, Флорида, США                   | «Виступ вечора»                                               |
| Перемога  | 24-4   | Патрік Каммінз       | Технічний нокаут (удари)                   | UFC Fight Night: Belfort vs. Henderson 3  | 7 листопада 2015  | 2     | 1:12 | Сан-Пауло, Бразилія                   |                                                               |
| Перемога  | 23-4   | Овінс Сен-Прьо       | Задушливий прийом (ззаду)                  | UFC Fight Night: Teixeira vs. Saint Preux | 8 серпня 2015     | 3     | 3:10 | Нашвілл, Теннессі, США                | «Найкращий бій вечора»                                        |
| Поразка   | 22-4   | Філ Девіс            | Одностайне рішення                         | UFC 179: Aldo vs. Mendes 2                | 25 жовтня 2014    | 3     | 5:00 | Ріо-де-Жанейро, Бразилія              |                                                               |
| Поразка   | 22-3   | Джон Джонс           | Одностайне рішення                         | UFC 172: Jones vs. Teixeira               | 26 квітня 2014    | 5     | 5:00 | Балтимор, Меріленд, США               | Бой за титул чемпіона UFC у напівважкій вазі.                 |
| Перемога  | 22-2   | Раян Бейдер          | Технічний нокаут (удари)                   | UFC Fight Night: Teixeira vs. Bader       | 4 вересня 2013    | 1     | 2:55 | Белу-Оризонті, Бразилія               | «Нокаут вечора»                                               |
| Перемога  | 21-2   | Жеймс Те-Хуна        | Задушливий прийом (гільйотина)             | UFC 160: Velasquez vs. Bigfoot 2          | 25 травня 2013    | 1     | 2:38 | Лас-Вегас, Невада, США                | «Задушливий прийом вечора»                                    |
| Перемога  | 20-2   | Квінтон Джексон      | Одностайне рішення                         | UFC on Fox: Johnson vs. Dodson            | 26 січня 2013     | 3     | 5:00 | Чикаго, Іллінойс, США                 |                                                               |
| Перемога  | 19-2   | Фабіо Мальдонадо     | Технічний нокаут (зупинка лікарем)         | UFC 153: Silva vs. Bonnar                 | 13 жовтня 2012    | 2     | 5:00 | Ріо-де-Жанейро, Бразилія              |                                                               |
| Перемога  | 18-2   | Кайл Кінгсбері       | Задушливий прийом (трикутник руками)       | UFC 146: dos Santos vs. Mir               | 26 травня 2012    | 1     | 1:53 | Лас-Вегас, Невада, США                |                                                               |
| Перемога  | 17-2   | Рікко Родрігес       | Технічний нокаут (удари)                   | MMA Against Dengue                        | 27 листопада 2011 | 1     | 1:58 | Ріо-де-Жанейро, Бразилія              |                                                               |
| Перемога  | 16-2   | Марвін Істмен        | Нокаут (удар)                              | Shooto Brasil: Fight for BOPE             | 25 серпня 2011    | 1     | 4:00 | Ріо-де-Жанейро, Бразилія              |                                                               |
| Перемога  | 15-2   | Антоніо Мендес       | Задушливий прийом (ззаду)                  | Shooto — Brazil 24                        | 5 серпня 2011     | 1     | 4:06 | Бразиліа, Бразилія                    |                                                               |
| Перемога  | 14-2   | Марсіо Крус          | Технічний нокаут (удари)                   | Fight Club 1: Brazilian Stars             | 20 липня 2011     | 2     | 4:21 | Ріо-де-Жанейро, Бразилія              |                                                               |
| Перемога  | 13-2   | Сімао Мело           | Нокаут (удари)                             | Shooto Brazil 23                          | 4 червня 2011     | 1     | 1:49 | Ріо-де-Жанейро, Бразилія              |                                                               |
| Перемога  | 12-2   | Даніель Табера       | Одностайне рішення                         | Bitetti Combat 8                          | 4 грудня 2010     | 3     | 5:00 | Сан-Пауло, Бразилія                   |                                                               |
| Перемога  | 11-2   | Марко Пезелдж        | Технічний нокаут (удари)                   | Impact FC 2                               | 18 липня 2010     | 1     | 2:55 | Сідней, Австралія                     |                                                               |
| Перемога  | 10-2   | Тіагу Тосато         | Нокаут (удари)                             | Bitetti Combat MMA 7                      | 28 травня 2010    | 1     | 1:27 | Ріо-де-Жанейро, Бразилія              |                                                               |
| Перемога  | 9-2    | Хоакім Феррейра      | Технічний нокаут (зупинка кутовими)        | Bitetti Combat MMA 6                      | 25 лютого 2010    | 2     | 1:30 | Бразиліа, Бразилія                    |                                                               |
| Перемога  | 8-2    | Леонардо Лусио       | Задушливий прийом (гільйотина)             | Bitetti Combat MMA 4                      | 12 вересня 2009   | 1     | 3:11 | Ріо-де-Жанейро, Бразилія              |                                                               |
| Перемога  | 7-2    | Баклі Акоста         | Технічний нокаут (удари)                   | PFC 7.5: New Blood                        | 20 лютого 2008    | 1     | 1:00 | Лемур (Каліфорнія), Каліфорнія, США   |                                                               |
| Перемога  | 6-2    | Жоржі Олівейра       | Нокаут (удари)                             | PFC 6: No Retreat, No Surrender           | 17 січня 2008     | 1     | 0:05 | Лемур (Каліфорнія), Каліфорнія, США   |                                                               |
| Перемога  | 5-2    | Сокуджу              | Нокаут (удари)                             | WEC 24                                    | 12 жовтня 2006    | 1     | 1:41 | Лемур (Каліфорнія), Каліфорнія, США   |                                                               |
| Перемога  | 4-2    | Джек Моррісон        | Задушливий прийом (ззаду)                  | WEC 22                                    | 28 липня 2006     | 1     | 1:27 | Лемур (Каліфорнія), Каліфорнія, США   |                                                               |
| Перемога  | 3-2    | Карлтон Джонс        | Технічний нокаут (удари)                   | WEC 20                                    | 5 травня 2006     | 1     | 1:57 | Лемур (Каліфорнія), Каліфорнія, США   |                                                               |
| Поразка   | 2-2    | Ед Герман            | Одностайне рішення                         | SF 9: Respect                             | 26 березня 2004   | 3     | 5:00 | Грешем, Орегон, США                   |                                                               |
| Перемога  | 2-1    | Джастін Еллісон      | Технічний нокаут (удари)                   | SF 5: Stadium                             | 28 серпня 2004    | 1     | N/A  | Грешем, Орегон, США                   |                                                               |
| Перемога  | 1-1    | Метт Хорвіч          | Одностайне рішення                         | SF 3: Dome                                | 17 квітня 2004    | 3     | 5:00 | Грешем, Орегон, США                   |                                                               |
| Поразка   | 0-1    | Ерік Шварц           | Технічний нокаут (удари руками та ліктями) | WEC 3                                     | 7 червня 2002     | 2     | 3:33 | Лемур (Каліфорнія), Каліфорнія, США   |                                                               |